# Almar (huyện)
Almar là một huyện thuộc tỉnh Faryab, Afghanistan. Dân số thời điểm năm 1999 là 21,905 người.